# Air Kiss
『Air Kiss』（エア・キッス）は、1981年12月5日にリリースされた尾崎亜美の8枚目のアルバムである。発売元はキャニオンレコード。ロサンゼルスでレコーディングが行われた前作『HOT BABY』からわずか半年ほどで発売された。

## 背景
『HOT BABY』で全曲のアレンジを担当したデイヴィッド・フォスターから「もう一枚作りたい」との話が出され、本作でも引き続きデイヴィッド・フォスターが全曲のアレンジを手掛けている。デイヴィッド・フォスター率いるマイク・ベアードやマイケル・ランドウといった有名ミュージシャンを日本へ招いてレコーディングが行われた。本作ではデイヴィッド・フォスターの知り合いであったレコーディング・エンジニアのジョージ・マッセンバーグの希望により、当時はまだ然程普及していなかったヤマハの小型スピーカー ″NS-10″ を購入し、スタジオでモニターとして使われたが、その後同スピーカーの機種は次第に世界中のスタジオで使用されるようになったという。
LPレコードの初回盤には「SWEET CHRISTMAS SONG」の非売品シングル盤が付属した。
2013年10月16日にはリマスター盤・HQCD仕様で再発売され、「SWEET CHRISTMAS SONG」、「Deep」(シングル･ヴァージョン)、「海(女) 〜 空(男)へ」の3曲が追加収録された。

## 収録曲

### LP／CT
| 全作詞・作曲: 尾崎亜美、全編曲: デヴィッド・フォスター。 |                      |          |            |      |
| #                                                        | タイトル             | 作詞     | 作曲・編曲 | 時間 |
| 1.                                                       | 「Deep」             | 尾崎亜美 | 尾崎亜美   | 4:20 |
| 2.                                                       | 「グラスのルージュ」 | 尾崎亜美 | 尾崎亜美   | 4:52 |
| 3.                                                       | 「Foggy Night」      | 尾崎亜美 | 尾崎亜美   | 4:10 |
| 4.                                                       | 「銀幕の恋人」       | 尾崎亜美 | 尾崎亜美   | 4:03 |
| 合計時間:                                                | 合計時間:            | 17:25    |            |      |

| 全作詞・作曲: 尾崎亜美、全編曲: デヴィッド・フォスター。 |                        |          |            |      |
| #                                                        | タイトル               | 作詞     | 作曲・編曲 | 時間 |
| 1.                                                       | 「純情」               | 尾崎亜美 | 尾崎亜美   | 3:30 |
| 2.                                                       | 「Flash Back」         | 尾崎亜美 | 尾崎亜美   | 3:53 |
| 3.                                                       | 「ハートの色は海の色」 | 尾崎亜美 | 尾崎亜美   | 3:40 |
| 4.                                                       | 「Just Once Again」    | 尾崎亜美 | 尾崎亜美   | 3:47 |
| 合計時間:                                                | 合計時間:              | 14:50    |            |      |

#### Small Disk（初回盤のみ）
| 全作詞・作曲・編曲: 尾崎亜美。 |                                         |          |            |      |
| #                              | タイトル                                | 作詞     | 作曲・編曲 | 時間 |
| 1.                             | 「SWEET CHRISTMAS SONG」                | 尾崎亜美 | 尾崎亜美   | 4:22 |
| 2.                             | 「SWEET CHRISTMAS SONG」(Without Vocal) | 尾崎亜美 | 尾崎亜美   | 4:22 |
| 合計時間:                      | 合計時間:                               | 8:44     |            |      |

### CD
| 全作詞・作曲: 尾崎亜美、全編曲: デヴィッド・フォスター。 |                        |          |            |      |
| #                                                        | タイトル               | 作詞     | 作曲・編曲 | 時間 |
| 1.                                                       | 「Deep」               | 尾崎亜美 | 尾崎亜美   | 4:20 |
| 2.                                                       | 「グラスのルージュ」   | 尾崎亜美 | 尾崎亜美   | 4:52 |
| 3.                                                       | 「Foggy Night」        | 尾崎亜美 | 尾崎亜美   | 4:10 |
| 4.                                                       | 「銀幕の恋人」         | 尾崎亜美 | 尾崎亜美   | 4:03 |
| 5.                                                       | 「純情」               | 尾崎亜美 | 尾崎亜美   | 3:30 |
| 6.                                                       | 「Flash Back」         | 尾崎亜美 | 尾崎亜美   | 3:53 |
| 7.                                                       | 「ハートの色は海の色」 | 尾崎亜美 | 尾崎亜美   | 3:40 |
| 8.                                                       | 「Just Once Again」    | 尾崎亜美 | 尾崎亜美   | 3:47 |
| 合計時間:                                                | 合計時間:              | 32:17    |            |      |

| 全作詞・作曲・編曲: 尾崎亜美。 |                                  |          |            |      |
| #                              | タイトル                         | 作詞     | 作曲・編曲 | 時間 |
| 9.                             | 「SWEET CHRISTMAS SONG」         | 尾崎亜美 | 尾崎亜美   | 4:22 |
| 10.                            | 「Deep」(シングル・ヴァージョン) | 尾崎亜美 | 尾崎亜美   | 4:25 |
| 11.                            | 「海(女) 〜 空(男)へ」           | 尾崎亜美 | 尾崎亜美   | 4:21 |

## シングル

### 概要
「Deep」はアルバム『Air Kiss』にはアルバム・バージョンで収録された。「海(女) 〜 空(男)へ」はオリジナル・アルバム未収録曲。

### 収録曲
| 全作詞・作曲・編曲: 尾崎亜美。 |                        |          |            |      |
| #                              | タイトル               | 作詞     | 作曲・編曲 | 時間 |
| 1.                             | 「Deep」               | 尾崎亜美 | 尾崎亜美   | 4:25 |
| 2.                             | 「海(女) 〜 空(男)へ」 | 尾崎亜美 | 尾崎亜美   | 2:37 |
| 合計時間:                      | 合計時間:              | 7:02     |            |      |

## 参加ミュージシャン
- Vocal - AMII OZAKI
- Keyboards, Mini Moog Bass - DAVID FOSTER
- Guitar, Bass - MICHAEL LANDAU
- Drums - MICHAEL BAIRD
- Background Vocals - AMII OZAKI, YUZO WATANABE

## 参考資料
- 『Air Kiss』（紙ジャケット再発盤ライナーノーツ）ポニーキャニオン、2013年10月16日。PCCA-50169。